# Lisa Curry

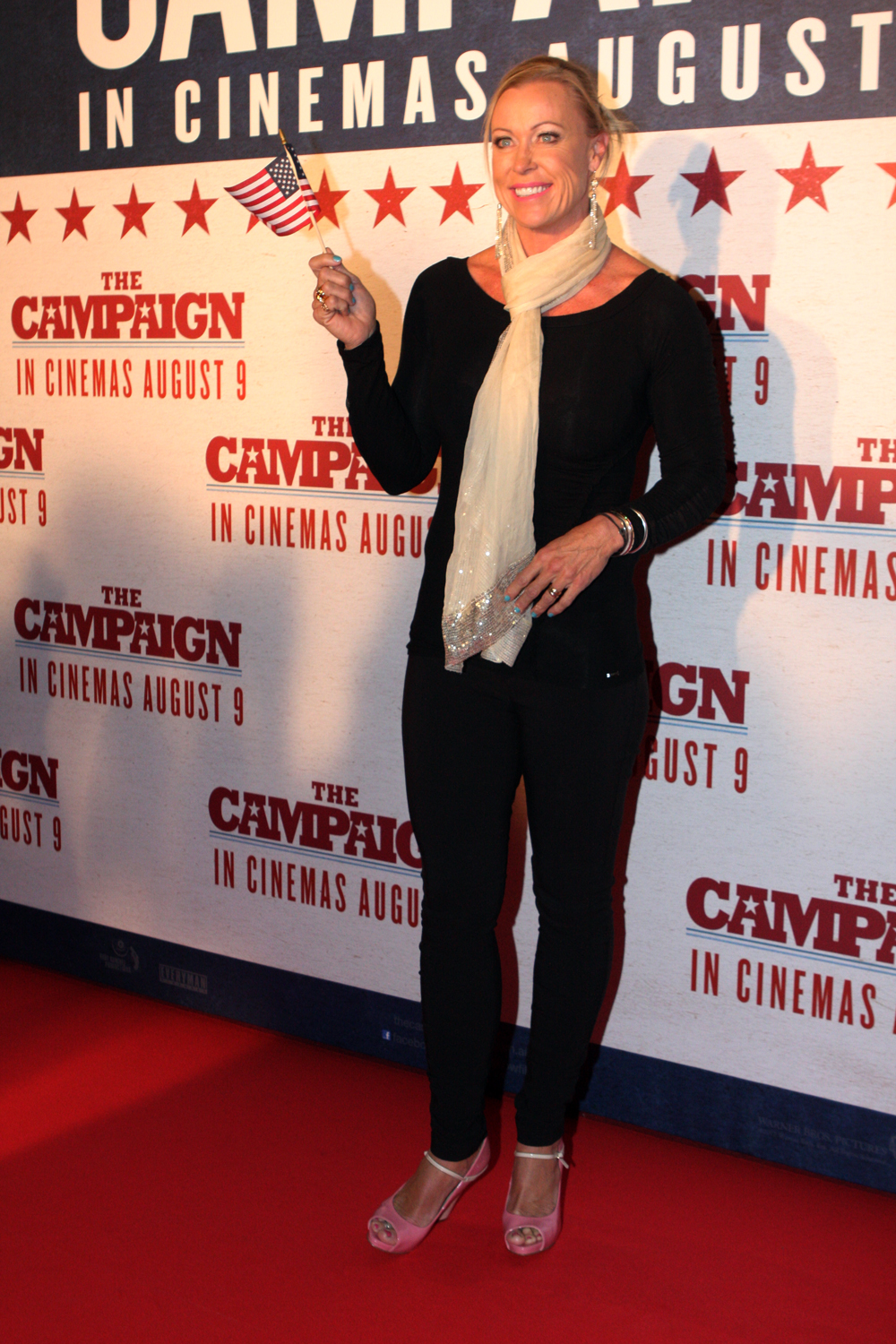
Lisa Curry (2012)

Lisa Gaye Curry AO MBE, von 1986 bis 2009 Lisa Gaye Kenny oder Lisa Gaye Curry-Kenny (* 15. Mai 1962 in Brisbane) ist eine ehemalige australische Schwimmerin. Sie gewann bei Commonwealth Games sieben Gold- und zwei Silbermedaillen sowie eine Bronzemedaille.

## Sportliche Karriere

### 1978 bis 1984
Lisa Curry trainierte am Anfang ihrer Laufbahn bei Harry Gallagher, der schon Dawn Fraser und Jon Henricks trainiert hatte. Im Alter von 15 Jahren war sie Fünfte der Weltbestenliste über 100 Meter Brust. Von 1977 bis 1992 trat sie bei 16 internationalen Veranstaltungen für Australien an. In dieser Zeit gewann sie 15 australische Meistertitel.
Bei den Commonwealth Games 1978 in Edmonton belegte sie den vierten Platz über 100 und 200 Meter Brust sowie über 200 Meter Lagen. Die australische 4-mal-100-Meter-Lagenstaffel mit Debra Forster, Lisa Curry, Rosemary Brown und Tracey Wickham gewann die Silbermedaille hinter den Kanadierinnen. Kurz danach fanden in West-Berlin die Schwimmweltmeisterschaften 1978 statt. Lisa Curry trat in den beiden Brustschwimm-Wettbewerben und über 200 Meter Lagen an, wobei der neunte Platz auf der Lagestrecke ihr bestes Einzelergebnis in Berlin war. Die australische Lagenstaffel erreichte den achten Platz. Bei den olympischen Schwimmwettbewerben 1980 in Moskau trat Curry in fünf Disziplinen an. Über 200 Meter Brust und über 400 Meter Lagen verfehlte sie den Finaleinzug. Über 100 Meter Schmetterling erreichte sie das Finale mit der achtbesten Zeit und 0,03 Sekunden Vorsprung vor der Neunten der Vorläufe. Im Finale belegte Curry den fünften Platz. Die australische Lagenstaffel mit Lisa Forrest, Lisa Curry, Karen Van de Graaf und Rosemary Brown erreichte den sechsten Platz. Die 4-mal-100-Meter-Freistilstaffel mit Lisa Curry, Karen Van de Graaf, Rosemary Brown und Michelle Pearson kam auf den fünften Platz.
1982 bei den Weltmeisterschaften in Guayaquil verfehlten beide australischen Staffeln das Finale. Curry schwamm aber in vier Einzelentscheidungen. Sie wurde Siebte über 100 Meter Schmetterling, Sechste über 200 Meter Schmetterling und über 200 Meter Lagen sowie Fünfte über 400 Meter Lagen. Bei den Commonwealth Games in Brisbane gewann über 200 Meter Lagen Lisa Curry vor der Kanadierin Cheryl Gibson und Michelle Pearson. Über 400 Meter Lagen siegte Curry vor Pearson und Michelle MacPherson aus Kanada. Ihre dritte Goldmedaille gewann sie über 100 Meter Schmetterling vor ihrer Landsfrau Janet Tibbits und Michelle MacPherson. Über 100 Meter Freistil wurde sie Dritte hinter der Engländerin June Croft und der Australierin Angela Russell. Curry schwamm außerdem in der 4-mal-100-Meter-Freistilstaffel und in der Lagenstaffel, beide Staffeln wurden disqualifiziert.
Zwei Jahre später schied Lisa Curry bei den Olympischen Spielen 1984 in Los Angeles mit der Lagenstaffel nach einer Disqualifikation im Vorlauf aus. Die australische 4-mal-100-Meter-Freistilstaffel mit Lisa Curry, Angela Russell, Janet Tibbits und Michelle Pearson erreichte den Endlauf mit der viertschnellsten Zeit. Im Finale schwammen Pearson, Russell, Anna McVann und Curry und belegten mit zwei Sekunden Rückstand auf die drittplatzierten Deutschen den vierten Rang. Über 100 Meter Schmetterling verfehlte Lisa Curry als Vorlaufneunte knapp den Finaleinzug und gewann das B-Finale. Ihre Siegeszeit im B-Finale hätte im A-Finale für die Bronzemedaille gereicht. Schließlich traten Michelle Pearson und Lisa Curry über 200 Meter Lagen an. Hinter Tracy Caulkins und Nancy Hogshead aus den Vereinigten Staaten gewann Pearson die Bronzemedaille mit 0,83 Sekunden Vorsprung auf Lisa Curry auf dem vierten Platz.

### 1989 bis 1992
Von 1985 bis 1988 nahm Lisa Curry an keinen internationalen Meisterschaften teil. 1986 heiratete sie den Kanuten und Triathleten Grant Kenny. 1989 trat Lisa Kenny oder Lisa Curry-Kenny wieder international an. Bei den Pan Pacific Swimming Championships 1989 wurde sie Neunte über 50 Meter Freistil. 1990 bei den Commonwealth Games in Auckland gewann sie vier Goldmedaillen und eine Silbermedaille. Über die erstmals bei Commonwealth Games ausgetragenen 50 Meter Freistil siegte Curry-Kenny vor ihrer Landsfrau Karen van Wirdum. Über 100 Meter Freistil gewann Karen van Wirdum vor Lisa Curry-Kenny. Auch über 100 Meter Schmetterling kamen die beiden schnellsten Schwimmerinnen aus Australien, Curry-Kenny siegte vor Susie O’Neill. Die 4-mal-100-Meter-Freistilstaffel siegte mit Angela Mullens, Karen van Wirdum, Lisa Curry-Kenny und Susie O’Neill. Ebenfalls Gold erschwamm die Lagenstaffel mit Nicole Livingstone, Lara Hooiveld, Lisa Curry-Kenny und Karen van Wirdum. Zum Abschluss ihrer Karriere als Schwimmerin trat Lisa Curry-Kenny bei den Olympischen Spielen 1992 in Barcelona in vier Disziplinen an. Die 4-mal-100-Meter-Freistilstaffel verpasste als neuntschnellste Staffel den Finaleinzug. Über 100 Meter Schmetterling verfehlte Curry-Kenny den Finaleinzug um drei Hundertstelsekunden. Als Fünfte des B-Finales kam sie insgesamt auf den 13. Rang. Die australische Lagenstaffel mit Nicole Stevenson, Samantha Riley, Susie O’Neill und Lisa Curry-Kenny belegte den fünften Platz. In ihrem letzten großen Wettkampf gewann Curry-Kenny das B-Finale über 50 Meter Freistil und erreichte damit den neunten Rang.
In den 1990er Jahren nahm Lisa Curry-Kenny als Kanutin an Regatten in Australien teil.

## Leben nach dem Sport
Von 2000 bis 2008 war Lisa Curry-Kenny Vorsitzende des Ausschusses für die Ausrichtung des Nationalfeiertages, des Australia Day. Auch nach ihrer Scheidung von Grant Kenny nutzte Lisa Curry ihren Bekanntheitsgrad zur Teilnahme an verschiedenen Unterhaltungsformaten im australischen Fernsehen. So nahm sie 2017 an I'm a Celebrity, Get Me Out of Here! und 2022 an The Masked Singer Australia teil. 2018 heiratete sie erneut.